# 新敖德薩 (基洛沃格勒州)
48°23′47″N 31°0′19″E / 48.39639°N 31.00528°E
新敖德薩（羅馬化：Novoodesa）是烏克蘭中部的村莊，隸屬基洛夫格勒州的新烏克蘭卡區。該村始建於1901年，面積0.52平方公里，海拔高度102米，2001年人口134，人口密度每平方公里259.2人。